# Katie Scarlett O'Hara
Katie Scarlett O'Hara é uma personagem fictícia e protagonista do romance E O Vento Levou, de Margaret Mitchell, publicado em 1936, e depois adaptado para um filme em 1939, onde foi interpretada por Vivien Leigh. Ela também é a personagem principal do musical chamado Scarlett que estreou em 1970 e do livro de 1991 de mesmo nome, que serve como uma sequência do livro mas foi escrita por Alexandra Ripley e foi adaptada para uma minissérie de televisão que estreou em 1994. Durante os primeiros rascunhos do romance original, Mitchell se referiu a sua heroína como "Pansy" e não decidiu o nome "Scarlett" até pouco antes do romance ser impresso.

## Biografia
Katie Scarlett O'Hara, nasceu em 1844 ou 1845, na plantação de sua família Tara, em Geórgia. Ela é a filha mais velha de Gerald e Ellen O'Hara. Scarlett tem cabelos pretos, olhos verdes e pele pálida e é bem famosa por sua cintura pequena e elegante. Scarlett tem duas irmãs mais novas, chamadas Susan Elinor ("Suellen") O'Hara e Caroline Irene ("Carreen") O'Hara, e três irmãos mais novos que morreram quando eram bebês. Eles foram enterrados no cemitério da família em Tara, e cada um foi nomeado como Gerald O'Hara Jr. Scarlett recebeu o nome "Katie Scarlett" em homenagem à sua avó paterna, mas prefere ser chamada de Scarlett assim como sua família e amigos, exceto pelo seu pai, que sempre se refere a ela como "Katie Scarlett".  Ela veio de uma família católica com ascendência irlandesa por lado paterno, do lado materno tem ascendência francesa e é descendente de uma família aristocrática de savana do lado materno, o nome da família era Robillards.
O romance se inicia com Scarlett como solteira, mas com muitos pretendentes e admiradores no condado; no entanto, depois de ser rejeitada por Ashley Wilkes, o homem que ela mais amava, ela se casa com Charles Hamilton, que morre antes do nascimento de seu filho, Wade Hampton Hamilton. Mais tarde, no meio da ameaça em Tara, Scarlett se casa com Frank Kennedy, namorado de Suellen, para garantir a segurança financeira de Tara e prover sua família. Eles têm Ella Lorena Kennedy juntos. Mas Kennedy morre em um ataque a Shanty Town pelo exército da União, onde Scarlett foi atacada, para tentar impedir o ataque. Ela se casou com Rhett Butler, pelo dinheiro dele, embora admita que gosta "dele". Eles têm Eugenia Victoria, também conhecida como "Bonnie Blue" Butler; no entanto, ela morre após um trágico acidente enquanto montava no cavalo. Incapaz de se reconciliar, Rhett deixa Scarlett, apesar dela terminar o romance, ela promete para se mesma que algum dia tentará reconquistá-lo.

## Resumo da personagem
No livro, a história começa com Scarlett O'Hara com dezesseis anos de idade. E por ser a filha mais velha e por ter vindo de uma família de alta classe, ela foi muito mimada por seus pais, que adquiriu uma personalidade vaidosa e egocêntrica. Ela também pode ser insegura, mas é muito inteligente, apesar da pretensão de ignorância e desamparo do Velho Sul. Ela é um tanto incomum entre as mulheres do sul, a quem a sociedade preferia agir como criaturas delicadas que precisavam de proteção de seus homens. Scarlett está ciente de que ela está apenas agindo de cabeça vazia e se ressente da "necessidade" disso, ao contrário da maioria de seus pares do sul do país, ou seja, Melanie Hamilton e India Wilkes.

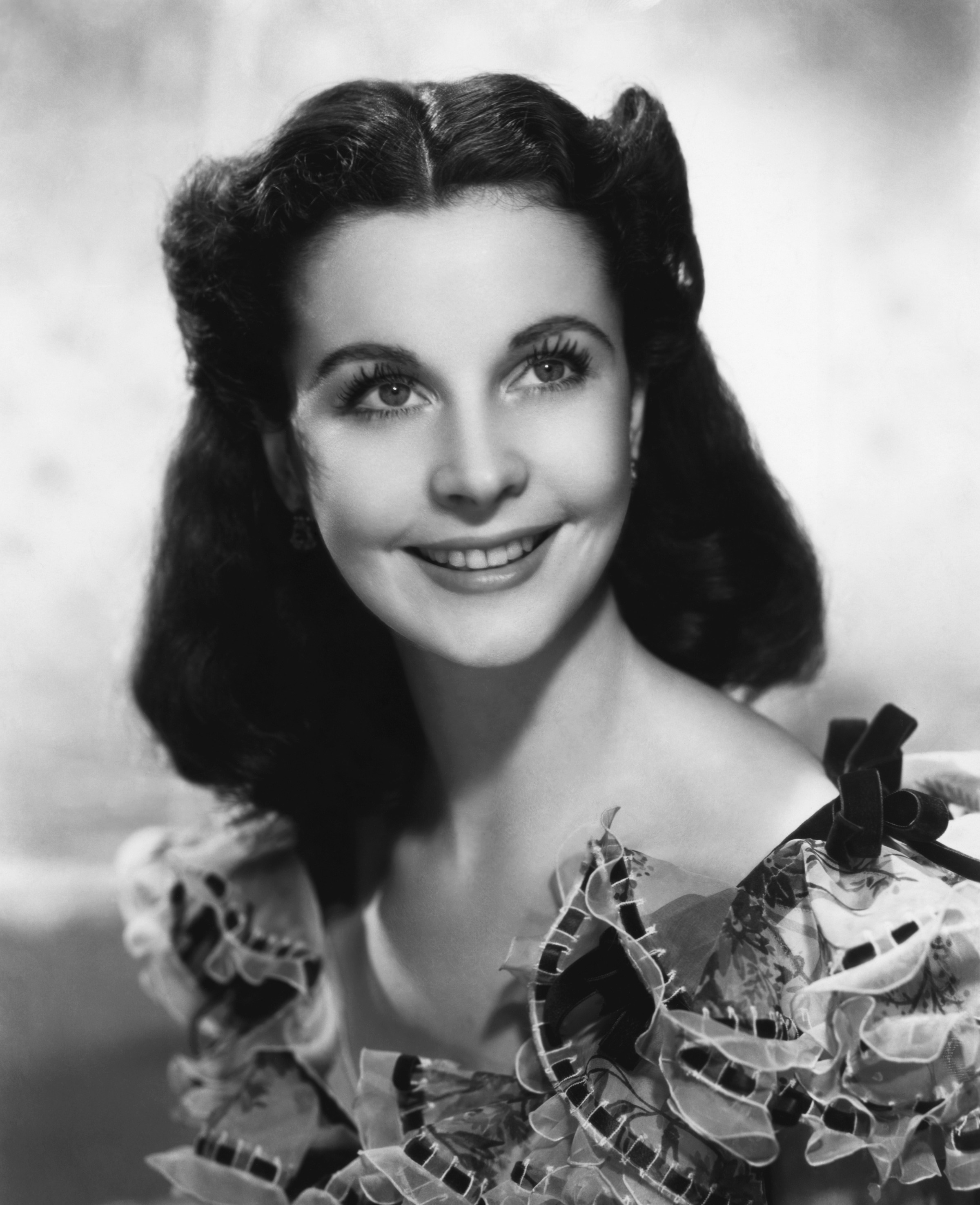
Vivien Leigh como Scarlett O'Hara

Scarlett é a imagem do charme do sul e das virtudes femininas, além de ser a mulher mais popular entre os homens do campo. Mas havia um homem que ela realmente deseja, que é ninguém menos que seu vizinho, Ashley Wilkes - o único homem que ela não pode ter. A razão era que a família Wilkes tem a tradição de se casarem com seus primos, e Ashley esta prometido a sua prima Melanie Hamilton, de Atlanta. Na parte inicial da história, Scarlett tenta de todas as maneiras possíveis conquistar o coração de Ashley. Quando ele recusa todos os avanços dela - que nenhuma "Dama do Sul" seria tão avançada a ponto de fazer - ela se refugia em fúria infantil, e aceita com desdém a proposta de se casar com Charles Hamilton, irmão de Melanie, com o esforço equivocado para conquistar Ashley e deixar Melanie.
De repente aparece Rhett Butler, um solteiro rico e pária da sociedade, acaba ouvindo Scarlett expressar seu amor a Ashley durante um churrasco em Twelve Oaks, uma propriedade dos Wilkes. Rhett fica admirado com a força de vontade de Scarlett e imediatamente se apaixona pela beleza de Scarlett e por sua propriedade. Ele segue Scarlett, mesmo ciente da impetuosidade, despeito infantil e sua fixação em Ashley. Para se aproximar dela, Rhett ajuda Scarlett a desafiar os costumes vitorianos apropriados de luto quando seu marido, Charles Hamilton, morre em um campo de treinamento, e Rhett incentiva seu comportamento espirituoso na sociedade de Atlanta. Scarlett, fica frustrada com as regras rígidas sociedade educada, mas vê amizade com Rhett como libertadora.
Mas sua vida muda drasticamente, quando a Guerra Civil é iniciada e muda completamente estilo de vida em que Scarlett e sua família foram criados e a sociedade do sul cai em ruínas na economia, na fome, na falta de medicamentos e nas quantidades de mortes. Scarlett, é deixada desamparada depois que o exército de Sherman marcha pela Geórgia, forçando-a a se endurecer e se tornar a única fonte de força e esperança para sua família, os escravos da família e a família Wilkes, que a procuram por proteção contra falta de moradia e fome. Logo ela fica consciente do dinheiro e mais materialista em sua motivação para garantir que sua família sobreviva, além de garantir que Tara permaneça em seu poder, enquanto outros agricultores georgianos perdem suas casas. Isso se estende a oferecer-se como amante de Rhett; mas ele a rejeita, então Scarlett recorra ao casamento com o namorado de sua irmã mais nova, Frank Kennedy, investindo e iniciando um negócio por ela mesma, participando de práticas comerciais controversas e até explorando trabalho condenado, a fim de fazer com que seus negócios sejam pesados para ajudar sua família. Mas sua rígida conduta resulta na morte acidental de Frank, e depois ela se casa com Rhett Butler por "diversão" e por ele ser muito rico. Eles têm uma garotinha chamada Bonnie, mas ela morre devido a um acidente a cavalo enquanto montava, fazendo com que o relacionamento de Rhett e Scarlett entrasse em atrito.
Depois de muitos desafios e com a morte repentina de Melanie Wilkes, devido a uma doença, Scarlett percebe que sua busca para ser amada por Ashley Wilkes é mal direcionada e seu romance era infantil. Ela percebe que ama Rhett Butler há algum tempo, só que desta vez, ela o ama de verdade, sem se importar com o dinheiro. Ela persegue Rhett da casa dos Wilkes até a casa deles, mas suas esperanças desmoronam quando descobre que Rhett perdeu a esperança de receber seu amor e está prestes a deixá-la. Scarlett insiste que o ama, mas ele recusa dizendo a sua famosa frase: " Meu querido, eu não dou a mínima ". Ao sair, Scarlett fica cheia de tristeza, mas se recupera com a  determinação de reconquistá-lo, então Scarlett retorna a Tara para recuperar suas forças e criar um plano para se reunir com Rhett.

## Análise da Personagem
Tanto no romance quanto no filme de 1939, personagem de Scarlett, é retratada como inescrupulosa e egoísta, mas seu desenvolvimento de personagem retratado, em última análise, múltiplos estigmas que apoiam o tema de Mitchell. Em uma rara entrevista, Mitchell admitiu que o principal tema do romance era sobre sobrevivência, especificamente mostrando a exploração do comportamento e a luta por sobrevivência do ser humano diante de uma catástrofe repentina, como é o caso da Guerra Civil. Décadas depois, críticos e autores literários concordaram que o amadurecimento de Scarlett, de uma garota mimada e rica (típica de seu status socioeconômico) para uma mulher independente, numa sociedade implacável e numa economia instável, é um testemunho do desenvolvimento do caráter de Mitchell.
Lisa Bertagnoli, autora de Scarlett Rules, comparou Scarlett a um camaleão, notando a transformação de uma garota mimada para uma "empresária idiota, responsável por alimentar não apenas a si mesma, mas também a sua família extensa". Scarlett é a personagem que mais se destaca no romance, porque ela esta sozinha entre suas colegas femininas ricas, é a única nesta classe alta que consegue sobreviver e prosperar apesar da marcha de Sherman por Atlanta, por ser viúva duas vezes e por ser uma mulher de temperamento forte numa sociedade patriarcal. Scarlett ouviu muito a palavra "não" em quase todas as ações que empreendeu para sobreviver, tanto pelos padrões da sociedade quanto por seus pares femininos e masculinos ao seu redor, como casar-se com Frank Kennedy por dinheiro ou até administrar um negócio de sucesso, e, em troca, ela os respondeu " observe-me " no processo.
Scarlett lutou com seu status de mulher, por causa dos padrões ideais da "Dama do Sul", invocados e representados durante o inicio do romance, e exibidos por todos os seus colegas, incorporados em Melanie Wilkes. No entanto, isso é claramente desafiado por Scarlett por causa das terríveis condições que ela deve encarar e enfrentar, durante a Guerra Civil. Portanto, os padrões que ela estava acostumada a aprender foram descartados, porque ela percebeu que isso não atendia às suas necessidades físicas, nem são úteis para sua sobrevivência física. A essência da responsabilidade pública de ser uma "dama" é flagrantemente desconsiderada por causa de seu compromisso com a sobrevivência (Fox-Genovese, p.   400). Assim, ela é excluída de seus pares. Scarlett decide não manter aquele código de padrão que ela fez desde o início do romance, porque suas motivações mudaram de posição social e de classe para status econômico e sobrevivência física.

## Inspiração para a personagem

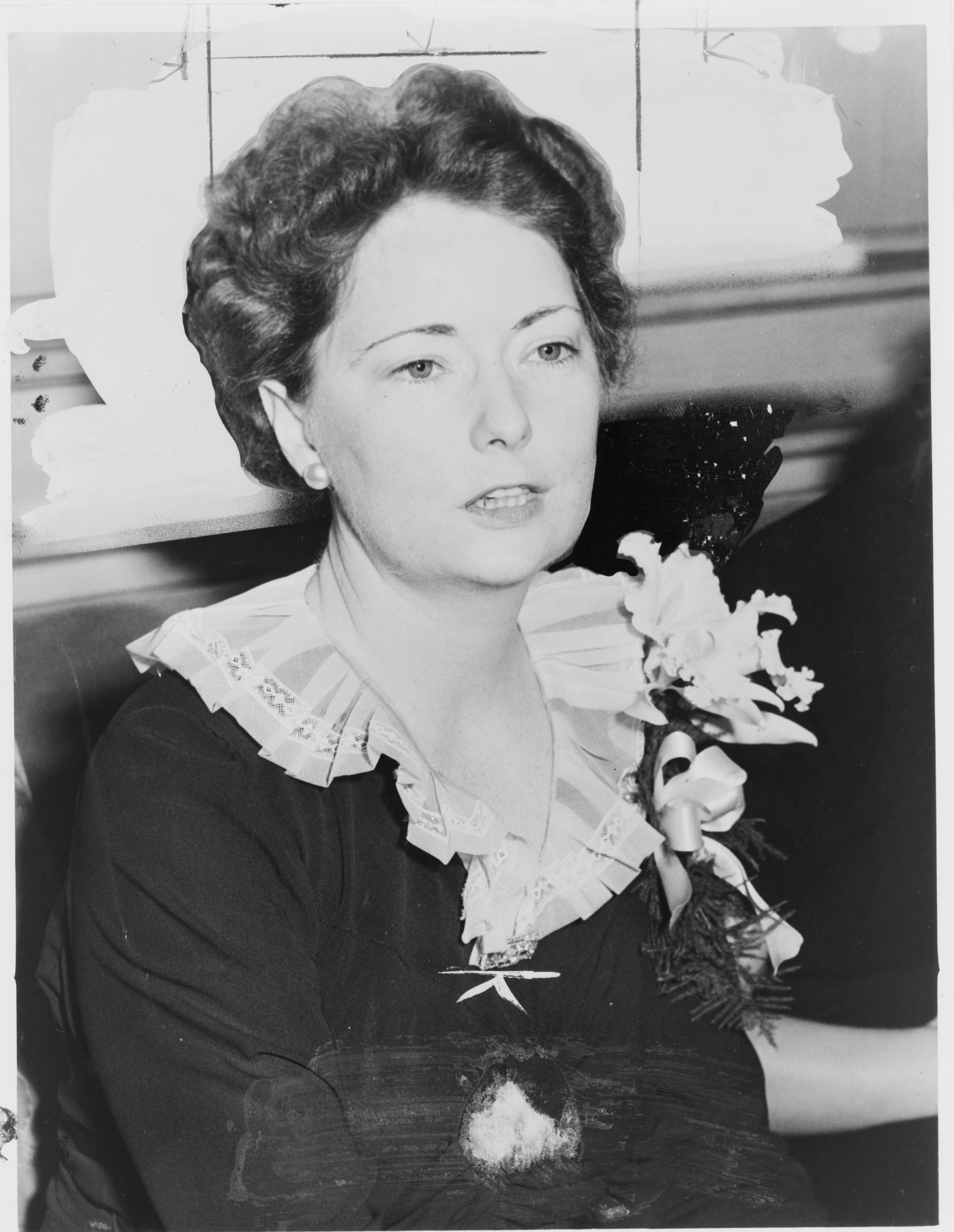
Margaret Mitchell

Margaret Mitchell dizia que seus personagens não foram baseados em amigos ou familiares, embora alguns pesquisadores tenham notado semelhanças com algumas pessoas e eventos que afetaram a vida de Mitchell. Como por exemplo, a educação que Scarlett teve, se assemelhava à avó materna de Mitchell, Annie Fitzgerald Stephens (1844–1934), que foi criada predominantemente na religião católica irlandesa em uma plantação perto de Jonesboro em Fayette. Assim como Scarlett, Mitchell ficou noiva três vezes, apesar de ter se casado duas vezes. Seu primeiro compromisso foi com um instrutor de baioneta chamado Clifford Henry, ele trabalhava no Acampamento Gordon na Primeira Guerra Mundial, mas ele foi morto no exterior, em outubro de 1918 enquanto lutava na França.A mãe de Mitchell contraiu influenza e morreu pouco antes dela chegar em casa, semelhante com a morte de Ellen O'Hara. Rhett Butler foi planejado para ser baseado em Red Upsshaw, o primeiro marido de Mitchell, porque ele saiu de Atlanta e foi para o Centro-Oeste e nunca mais retornou ou deixou mensagem.  Seu segundo casamento foi com John Robert Marsh, eles se casaram até sua morte em 1949.

## No filme de 1939

### Atores
Enquanto o estúdio e o público concordaram que o papel para interpretar Rhett Butler deveria ser para Clark Gable (exceto o próprio ator), o elenco para o papel de Scarlett foi o mais difícil de todos os papeis do filme. A procura de uma atriz para interpretar Scarlett, atraiu várias atrizes famosas do cinema, como Bette Davis (que foi escalada para o papel principal em Jezabel em 1938) e Katharine Hepburn, que foi mais longe ao consultar o produtor David O. Selznick, exigindo arduamente que estava destinada a interpretar Scarlett, exclamando: "Eu sou Scarlett O'Hara! O papel está praticamente escrito para mim. " E Selznick respondeu sem rodeios: "Lamento, não consigo imaginar Rhett Butler perseguindo você por doze anos". Jean Arthur e Lucille Ball também foram consideradas, assim como a atriz relativamente desconhecida Doris Davenport . Susan Hayward foi "descoberta" quando fez o teste para o papel, e a carreira de Lana Turner se desenvolveu rapidamente após o teste. Tallulah Bankhead e Joan Bennett foram amplamente consideradas como as escolhas mais prováveis, até serem substituídas por Paulette Goddard .
Durante um tempo, ainda não tinham achado a atriz certa, até que surgiu uma jovem atriz de origem inglesa chamada Vivien Leigh, que era praticamente desconhecida na América. Ela observou que vários atores ingleses, incluindo Ronald Colman e Leslie Howard, estavam em consideração para interpretarem os protagonistas masculinos do filme. Seu agente, era o representante de Londres da agência de talentos Myron Selznick, liderada pelo irmão de David Selznick, Myron. Leigh pediu a Myron que colocasse seu nome em consideração como Scarlett na véspera do lançamento americano Fogo Sobre Inglaterra, em fevereiro de 1938. David Selznick assistiu o filme e viu a foto recente de Leigh no filme Um Ianque em Oxford naquele mês, e achou que ela era excelente, mas também achou que não seria possível para ela ser escalada para Scarlett, porque era "britânica demais". Mas Myron Selznick convenceu David para ele conhecer Leigh na noite de dezembro de 1938, quando a queima do Atlanta Depot estava sendo filmada no backlot de Quarenta Acres que a Selznick International e RKO compartilhavam. Leigh e seu amante Laurence Olivier (que mais tarde seria seu marido) chegaram como convidados de Myron Selznick, que também era agente de Olivier, enquanto Leigh estava em Hollywood esperando participar do filme atual de Olivier, O Morro dos Ventos Uivantes. Dois dias depois, em uma carta para sua esposa, David Selznick admitiu que Leigh era "o cavalo escuro da Scarlett" e, após uma série de testes de atuação, seu desempenho foi aprovado e o elenco foi oficialmente anunciado no dia 13 de janeiro de 1939. Pouco antes da filmagem, Selznick informou o seguinte para Ed Sullivan : "Os pais de Scarlett O'Hara eram franceses e irlandeses. Parecido com os pais de senhorita Leigh que são franceses e irlandeses. "
No fim, Leigh foi a atriz escolhida para interpretar Scarlett - embora públicos não tenha aprovado por acharem o papel " americano " demais para uma atriz inglesa -, mas Leigh conseguiu desempenhar o papel tão bem que acabou ganhando um Oscar de Melhor Atriz .

#### Outras atrizes consideradas
Houve um grande número de atrizes consideradas para o papel de Scarlett. Havia aproximadamente 32 atrizes que foram consideradas ou testadas. A procura se iniciou em 1936 (no mesmo ano em que o livro foi publicado) e finalmente terminou em dezembro de 1938.

Entre 1936 e 1938, as seguintes atrizes foram consideradas para o papel, o que exigiu a jogar Scarlett partir dos 16 anos de idade, até que ela tinha 28 anos (idade atriz em 1939, o ano do lançamento do filme, quando Leigh tinha 26). 
- Lucille Ball (28)
- Constance Bennett (35)
- Clara Bow (34)
- Mary Brian (33)
- Ruth Chatterton (47)
- Claudette Colbert (36)
- Joan Crawford (33)
- Bette Davis (31)
- Frances Dee (30)
- Irene Dunne (41)
- Madge Evans (30)
- Glenda Farrell (35)
- Alice Faye (24)
- Joan Fontaine (22), sister of Olivia de Havilland, who played Mellie (23)
- Kay Francis (34)
- Janet Gaynor (33)
- Paulette Goddard (29)
- Jean Harlow (28)
- Susan Hayward (22)
- Katharine Hepburn (32)
- Miriam Hopkins (37)
- Rochelle Hudson (23)
- Dorothy Lamour (25)
- Andrea Leeds[11] (25)
- Carole Lombard (31)
- Anita Louise (24)
- Myrna Loy (34)
- Pola Negri (42)
- Maureen O'Sullivan (28)
- Merle Oberon (28)
- Ginger Rogers (28)
- Norma Shearer (37)
- Ann Sheridan (24)
- Gale Sondergaard, who also was considered for but ultimately lost the role of the Wicked Witch of the West the same year[11] (40)
- Barbara Stanwyck (32)
- Gloria Stuart (29)
- Margaret Sullavan (30)
- Gloria Swanson (40)
- Lana Turner who was considered by Cukor to be too young to have the depth for the role (18)
- Linda Watkins (31)
- Mae West (46)
- Jane Wyman (22)
- Loretta Young (26)

  Entre o final de 1937 e meados de 1938, 128 atrizes foram escaladas para o papel de Scarlett, todas elas através de cartas de sugestões enviadas à Selznick International Pictures pelo público.

### Em outras adaptações
- Uma adaptação musical de 1966 foi um grande sucesso no Japão e no West End de Londres, mas não conseguiu sobreviver na América, onde estrelou Lesley Ann Warren e Harve Presnell . Fechou após compromissos em Los Angeles e San Francisco, nunca abrindo na Broadway.
- Em 1980, foi feito um filme sobre a busca por Scarlett O'Hara, intitulado Moviola: The Scarlett O'Hara War, com Morgan Brittany interpretando Vivien Leigh.
- Na minissérie de TV de 1994 baseada na sequela Scarlett, o personagem foi interpretado pela atriz inglesa Joanne Whalley .
- No musical Margaret Martin Gone with the Wind, o papel de Scarlett O'Hara foi originado por Jill Paice .
- Na produção sul-coreana, o membro do Girls 'Generation, Seohyun, interpretou Scarlett, ao lado de Bada, ex-membro do SES .[12]

## Comparações com outros personagens
Troy Patterson, da Entertainment Weekly, comparou a personagem principal da série de TV  homônima Ally McBeal com a Scarlett, por ambas serem parecidas "Scarlett e Ally são as princesas de contos de fadas que têm tanta semelhança com mulheres reais quanto Barbie e Skipper ". Patterson escreveu que a razão para Ally ser parecida, é porque ela também veio de uma família de classe dominante, "se desespera depois de um barco dos sonhos indisponível" e tem uma "atrevida colega de quarto negra" no lugar de uma "mamãe" para "confortá-la".  Existem vários personagens que são frequentemente comparados a Scarlett, principalmente as protagonistas de outros romances épicos, como Lara Antipova do filme Doctor Zhivago (1965) e Rose DeWitt Bukater de Titanic (1997).
O retrato subsequente de Vivian Leigh vencedora do Oscar de melhor atriz, pela personagem de beldade do sul chamada Blanche DuBois, no palco e na adaptação cinematográfica de 1951 chamado Um Bonde Chamado Desejo, fez uma comparação com sua atuação como Scarlett. O papel foi escrito por coincidência para Tallulah Bankhead interpretar. A personagem de Blanche é frequentemente vista como uma antítese de meia-idade à jovem Scarlett.  Diferente de Scarlett, Blanche luta contra suas doenças mentais, seu abuso violento (com  Stanley) e ansiedade severa. Por fim, diferentemente de Scarlett, que se recompõe para superar seus problemas, Blanche fica louca e é mandada a ir numa instituição mental.

## Na cultura popular
No romance póstumo de John Kennedy Toole, que foi publicado em 1980, A Confederacy of Dunces, conta a história de uma dançarina amadora chamada "Harlett O'Hara" (cujo nome real é Darlene) que realiza uma performance de "bela do sul" no bar Noite de Diversão de Lana Lee. O nome é uma referência a Scarlett O'Hara. Os nomes "Harla", "Scarla" e "O'Horror" também foram usados no vernáculo para se referir a ela.